# إسماعيل الدباغ
إسماعيل الدباغ هو ممثّل ومخرج وكاتب مسرحي فلسطيني. بدأ مع فرقة «مسرح الحكواتي» المقدسية، قبل أن يقوم بتأسيس فرقة «مسرح الرواة» سنة 1987. قدّم مع «الرواة» منذ تأسيسه ما يزيد عن 20 عملاً مسرحياً من بينها: 
- الزبال (1989)
- أنصار (1990)
- «الأحداث الأليمة في حياة أبو حليمة» (2008)
- «شارع فساد الدين» (2009)

وفي السينما أدى إسماعيل الدباغ أدواراً في أفلام من بينها:
- «كأننا عشرون مستحيل» (2003)
- «ملح هذا البحر» (2008)
- «فلم البير» (2012)

وفي التلفزيون أخرج مسلسل «باب العامود» في موسمين (2013 - 2015) وكان الممثل الرئيسي فيه، عمل أيضا في عدة مسارح فلسطينية كمسرح القصبة وقدم معه عدة أعمال مسرحية، «قصص تحت الاحتلال»(2003)«والجدار»(2005)«وعرس الدم» (2006)
عمل في مسرح الطفل مع فرقة الرواة وقدموا جولات في محافظات فلسطين ومن مسرحياته: «حديدون والغوله»، «الطنجرة السحرية»، «كوكوريكو»، «الكنز» ومسرحية ابو المغاوير.

وكتب ومثل في عدة مسلسلات تلفزيونية، «عيلة وهليله»، «من هو»، «مطب» ومسلسل قلوب مهاجرة، كما وشارك في عدة مهرجانات عربية ودولية، وحاز على عدة جوائز منها: جائزة مهرجان أوسلو الدولي للمسرح الحديث (2012) عن مسرحية ابو حليمة وجائزة أحسن ممثل في مهرجان امستردام (1989) عن مسرحية العصافير، كتب ومثل في مسرحية «أوسلو القدس بالعكس» إنتاج  فلسطيني نرويجي مشترك (2013) له عدة جولات في أوروبا وأمريكا وآسيا مع عدة فرق ومسارح فلسطينية.